# Northrop Grumman B-21 Raider
Northrop Grumman B-21 Raider je ameriški strateški bombnik, ki ga razvija Northrop Grumman za ameriške zračne sile (USAF). Kot del programa LRS-B bo to nevidni medcelinski strateški bombnik, ki lahko nosi konvencionalno in termonuklearno orožje na zelo velike razdalje v velikih količinah.
Leta 2021 je bilo planirano, da bo letalo pričelo službovati z letom 2026. Popolnil bo obstoječe bombniške sile, sestavljene iz Rockwell B-1 Lancer, Northrop B-2 Spirit,  in Boeing B-52 Stratofortress in jih sčasoma tudi zamenjal.

## Zgodovina
Zahtevek za predlog (RFP) za razvoj letala je bil izdan julija 2014. Po začetnem načrtu Zračnih sil naj bi bilo kupljenih od 80 do 100 letal LRS-B po ceni 550 milijonov dolarjev na letalo (leta 2010) s približno 175 do 200 letali v končni uporabi. Pogodba je bila sklenjena oktobra 2015 s podjetjem Northrop Grumman. Poročila medijev navajajo, da bi lahko bombnik uporabili tudi kot izvidniško, prestrezniško letalo ali kot nosilec vojaškega štaba.
Na simpoziju o zračnem bojevanju leta 2016 je bil LRS-B uradno označen kot "B-21", kar pomeni, da je letalo prvi bombnik v 21. stoletju. Takratna sekretarka letalskih sil Deborah Lee James je izjavila, da je B-21 platforma pete generacije za natančne napade po vsem svetu, ki bo Združenim državam dala možnost informacijske vojne in tako ogrožala cilje. Vodja poveljstva zračnih sil za napade po svetu (ASFGC) pričakuje, da bo naročenih najmanj 100 bombnikov B-21, in predvideva približno 175–200 bombnikov v uporabi. Dve interni študiji USAF kažeta, da bi letalske sile lahko povečale nakup B-21 z med 80 in 100 na kar 145 letal. Začetna operativna zmogljivost (IOC) naj bi bila dosežena do leta 2030.
Marca 2016 je USAF objavila sedem prvovrstnih dobaviteljev: Pratt & Whitney in BAE Systems iz Nashue v New Hampshireu, Spirit AeroSystems iz Wichite v Kansasu, Orbital ATK iz Clearfielda v Utahu in Daytone v Ohio, Rockwell Collins iz Cedar Rapidsa v Iowi, GKN Aerospace iz St Louisa v Missouriju in Janicki Industries iz Sedro-Woolleyja v Washingtonu.
Vodja programa F-35 Chris Bogdan je izjavil, da bi morala pogostost motorjev B-21 zmanjšati stroške motorja Pratt & Whitney F135. B-21 bo že v samem začetku osnovan na odprti sistemski arhitekturi.
Aprila 2016 so poročali, da poveljstvo USAF Global Strike Command pričakuje povečanje števila naročil na najmanj 100 B-21.
Julija 2016 je USAF izjavila, da ocenjenih stroškov za pogodbo B-21 s podjetjem Northrop Grumman ne bo objavila, pri čemer je trdila, da bi objava stroškov tajnega programa potencialnim nasprotnikom razkrila preveč informacij. Odbor senata Združenih držav za oborožene sile je prav tako glasoval proti javni objavi cene projekta, s čimer se je zaradi nasprotovanja dvostrankarske skupine zakonodajalcev pod vodstvom predsednika odbora senatorja Johna McCaina iz Arizone, deljenje informacij omejilo na kongresne obrambne odbore. McCainove predlagane revizije zakona o pooblastilih za nacionalno obrambo za poslovno leto 2017 bi zmanjšale finančno odobritev za 302 milijona dolarjev "zaradi nižje vrednosti naročila od pričakovane", hkrati pa bi zahtevale "stroge ... izhodiščne vrednosti programa in pragove za nadzorovanje stroškov", kvartalna poročila o uspešnosti programa in razkritje skupne vrednosti naročila za inženiring in razvoj proizvodnje.
19. septembra 2016 je bil B-21 uradno poimenovan Raider v čast Doolittlovih napadalcev. Takrat edini še preostali preživeli udeleženec Doolitlovega napada, upokojeni podpolkovnik Richard E. Cole, je bil prisoten na slovesnosti poimenovanja na konferenci združenja letalskih sil.
Vladni urad za preiskovanje odgovornosti (GAO) je 25. oktobra 2016 izdal poročilo, ki je potrdilo odločitev USAF o predaji pogodbe podjetju Northrop Grumman. GAO je razkril, da so bili stroški odločilni dejavnik pri izbiri Northrop Grummana namesto ekip Boeinga in Lockheed Martina.
USAF prav tako načrtuje nakup novega lovskega letala dolgega dosega (sicer znan kot "Penetrating Counter-Air"), ki bi Raiderja spremljal globoko nad sovražnikovo ozemlje. Novi lovec, o katerem je znanih le malo podrobnosti, bi bombniku pomagal prečiti sovražnikovo zračno obrambo.   
Program je svoj kritični pregled zasnove zaključil decembra 2018.

## Proizvodnja in umestitev
Končna produkcija B-21 naj bi potekala v tovarni zračnih sil ZDA 42 blizu Palmdalea v Kaliforniji, v istem obratu, ki se je v 80. in 90. letih 20. stoletja uporabljal za proizvodnjo Northop B-2. Podjetje Northrop Grumman je prejelo tudi aneks pogodbe v vrednosti 35,8 milijona dolarjev za obrat za premaze, ki naj bi bil dokončan leta 2019. Novinarji, ki so obiskali tovarno 42, so poročali da "čeprav Northrop ni želel navajati namer o proizvodnji B-21 na tej lokaciji, so uradniki tej temi le mežikali in ji prikimavali." Zaradi tajnosti programska je bilo objavljenih zelo malo informacij; do poletja 2019 so poročali, da je gradnja prve enote v teku. V začetku leta 2021 je več medijev poročalo, da se je s skorajšnjim dokončanjem prvega B-21 začela gradnja druge enote.
Vzdrževanje in obnavljanje B-21 bo koordinirala letalska baza Tinker v Oklahomi, medtem ko bo letalska baza Edwards v Kaliforniji vodila testiranje in ovrednotenje. B-21 naj bi deloval iz baz s težkimi bombniki, kot so letalska baza Dyess v Teksasu, letalska baza Ellsworth v Južni Dakoti in letalska baza Whiteman v Missouriju. 27. marca 2019 je bil Ellsworth izbran za oporišče za prvo operativno enoto B-21 in prvo enoto za formalno usposabljanje.
31. januarja 2020 sta USAF in Northrop Grumman objavila nove upodobitve B-21, ki prikazujejo značilne izravnane in mešane zračne jaške ter zasnovo dvokolesnega podvozja, kar potencialno kaže na manjšo velikost in maso letala v primerjavi z letalom B-2.
Darlene Costello, vršilka dolžnosti pomočnice sekretarja letalskih sil za nabavo, tehnologijo in logistiko pri USAF, je na zaslišanju v kongresu 8. junija 2021 razkrila, da sta bila prva dva B-21 izdelana v tovarni 42 v Palmdaleu v Kaliforniji.
S februarjem 2022 se izdeluje šest B-21. Prvi B-21 je bil marca 2022 premaknjen v kalibracijski obrat.
Marca 2022 je sekretar letalskih sil Frank Kendall III. omenil možnost brezpilotnega bombnika, ki bi sodeloval z bombnikom. Ta zamisel je bila od takrat opuščena zaradi omejenih prihrankov pri izdelavi tako velike platforme brez posadke.
Maja 2022 je USAF objavila, da pričakujejo, da bo prvi polet B-21 izveden leta 2023.
Septembra 2022 je USAF objavila, da bo B-21 predstavljen v začetku decembra 2022 v Palmdaleu v Kaliforniji. Slovesnost razkritja B-21 je potekala 2. decembra (3. decembra po evropskem času) 2022 v proizvodnih obratih Northrop Grumman v Palmdaleu v Kaliforniji.